# غرانت هيل (سياسي)
غرانت هيل هو سياسي كندي، ولد في 20 سبتمبر 1943 في مونتريال في كندا. نشط حزبياً في حزب المحافظين الكندي. وقد انتخب عضو مجلس العموم الكندي وانتخب زعيم المعارضة الرسمية ‏ (9 يناير 2004 – 19 مارس 2004).